# Good Luck My Friend
Good Luck My Friend è il secondo singolo del gruppo musicale italiano Sonohra estratto dal loro secondo album di inediti, Metà. È stato reso scaricabile su iTunes il 23 aprile 2010. È accompagnato da un video diretto da Gaetano Morbioli.
Come nel singolo precedente, Baby, il brano dispone di un titolo inglese, ma è interamente cantato in italiano, con l'eccezione del ritornello, nel quale è ripetuto più volte il titolo. Nell'estate 2010, Good Luck My Friend ha concorso per il titolo annuale di MTV The Summer Song, aggiudicandoselo nella cerimonia finale del concorso, condotta a Napoli il 18 settembre 2010, in Piazza del Plebiscito.
Il video musicale ufficiale del brano è stato diretto da Gaetano Morbioli.

## Tracce
1. Good Luck My Friend – 4:10